# Riverview, New South Wales
Riverview este o suburbie în Sydney, Australia.